# Михайловский (Выгоничское городское поселение)
Не следует путать с другим одноимённым посёлком в том же административном районе.
Михайловский — посёлок в Выгоничском районе Брянской области, в составе Выгоничского городского поселения. Расположен в 8 км к юго-востоку от пгт Выгоничи, в 2 км к западу от деревни Залядка. Население — 5 человек (2010 год).

## История
Основан в начале XX века переселенцами из Белоруссии. До 1966 года — в составе Залядковского сельсовета; в 1966—1975 в Лопушском сельсовете. В период временного расформирования Выгоничского района — в Брянском районе.
| Годы      | 1926 | 1979 | 1989 | 2002 | 2010 |
| --------- | ---- | ---- | ---- | ---- | ---- |
| Население | 146  | 47   | 25   | 9    | 5    |